# Jimmy Cavallo
James Cavallo (14 de marzo de 1927-2 de diciembre de 2019) fue un músico estadounidense conocido por actuar con su banda en la película de 1956, ¡Rock, Rock, Rock!, del pionero  DJ Alan Freed. Jimmy and the Houserockers fueron la primera banda blanca en tocar en el Apollo Theatre en Harlem, donde celebraron el estreno de la película.

## Comenzando en Syracuse
Cuando Cavallo (a menudo mal escrito Cavello) estaba en la escuela secundaria en Syracuse, Nueva York a principios de la década de 1940, tocaba en una banda de swing, tocando armonía en alto saxófono. Incluso entonces sabía que tocar la armonía no era para él, y quería hacer la línea de la melodía, cantar y dirigir una banda. Cavallo comenzó a comprar discos de Louis Jordan ya aprender esas canciones, y otros discos de jump blues, y pronto cambió a saxo tenor porque esa era la trompeta principal en el jump blues. Cuando Cavallo tenía alrededor de 16 años, formó su propia banda, pero el único trabajo que consiguieron fue tocar en bodas italianas locales (y ocasionalmente en bodas polacas, judías o irlandesas).

## La Marina y Carolina del Norte
Cuando se fue de casa para servir en la Marina de los Estados Unidos al final de la Segunda Guerra Mundial, Cavallo se llevó su saxofón con él. Mientras estaba en el servicio en Carolina del Norte y Washington D. C., pasó su tiempo libre en clubes negros, escuchando lo último en blues y tocando con algunas de las estrellas emergentes de lo que pronto sería llamado rhythm and blues, y más tarde, rock and roll.
Tras su salida, Cavallo llegó a las playas de Carolina con una banda llamada Jimmy Cavallo Quartet, una de las primeras bandas blancas de R&B del mundo, que tocaba canciones de Wynonie Harris, Louis Jordan y Hucklebuck Williams, así como originales. La formación era Bobby Wrenn, batería; Max Alexander, bajo; Bobby Hass, saxo y Diz Utley, saxo. Tocaron en la escena música de playa o "shag" en todo Carolina del Norte entre 1947 y 1948, y durante 1949 tuvieron una residencia en Carolina Beach en un club de baile llamado Bop City, atrayendo a grandes multitudes de bailarines.

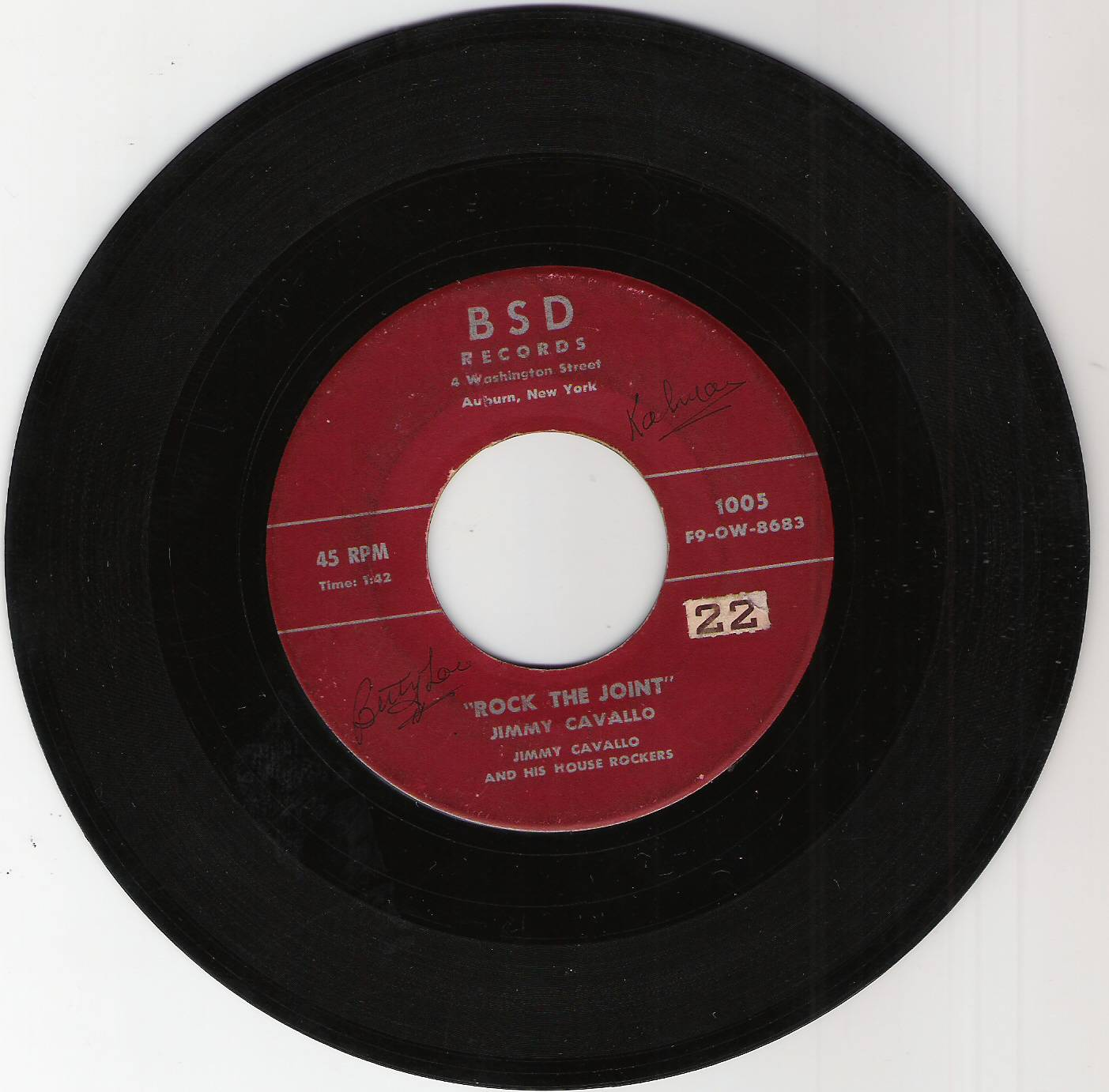
La versión de Jimmy Cavallo de 1951 de Rock The Joint, originalmente realizada por Jimmy Preston en 1949.

## Alan Freed y Rock, Rock, Rock
En agosto de 1956, tocaron en Brooklyn Paramount con Fats Domino y Big Joe Turner, después de lo cual aparecieron con Freed en la película de Vanguard  Rock, Rock, Rock , en la que interpretaron a canción principal, y otra melodía llamada "The Big Beat" (ese es Joe Marillo en la película en segundo saxo). La película fue lanzada el 5 de diciembre de 1956 y los House Rockers tocaron en el Apollo Theatre de Harlem al mismo tiempo para promover el lanzamiento de la película. En el concierto extendido de 10 días, los House Rockers fueron acompañados por una gran banda de veteranos de las orquestas Duke Ellington y Count Basie, dirigidas por Sam The Man Taylor. Tocar el Apollo en diciembre de 1956 puso a los House Rockers en los libros como el primer acto de rock 'n' roll blanco en interpretar el célebre Teatro Apollo (Buddy Holly tocaría allí en 1957). En 1957, hicieron una residencia de verano en Wildwood en un club llamado Harry Roeshe's Beachcomber, y los cabezas de cartel de este proyecto de ley fueron los Treniers. Después de eso, Freed los puso en otra película, "Go, Johnny, Go", en 1959. Después de cortar 12 temas para Coral, enceraron para los sellos Sunnyside y Hand en 1959, el sello Darcy en 1963 y el Romar etiqueta en 1965.

## Continuar realizando y grabando
Jimmy todavía visitaba la ciudad natal de Syracuse para un concierto o dos cada verano, hasta hace poco. Sus fanáticos nunca parecían cansarse de describir los viejos tiempos en Sylvan Beach, e incluso más de 65 años después, todavía podía llenar un club en Siracusa con seguidores que asistían a sus shows a principios de la década de 1950 y que esperaban pacientemente todos los años a Jimmy's. migración anual de regreso a casa. Una vez al año, estas personas, de entre 80 y 90 años, bailaban como si volvieran a tener 25 años. Jimmy tenía un compromiso de residente en P.G. Doogie's en Deerfield Beach y Saba Asian Restaurant & Lounge en Boca Raton, hasta hace poco.
Después de años de tocar R&B en Estados Unidos, Cavallo finalmente tocó su primer concierto en el Reino Unido el 22 de noviembre de 2002 en el festival Rhythm Riot en Rye, Inglaterra. Joe Marillo vive en San Diego y todavía juega activamente. El sonido de doble saxo de Cavallo y Utley, escuchado en las playas de Carolina del Norte en 1947 y en la década de 1950 con Cavallo y Marillo, ha resonado en el trabajo de Cavallo desde entonces.
Cavallo actuó todos los viernes y sábados por la noche en Timpano Chophouse en Fort Lauderdale de 2006 a 2013. Cavallo ya no se presenta en Timpano, pero fue el cabeza de cartel habitual los sábados y lunes por la noche en Blue Jeans Blue en Fort Lauderdale en marzo de 2019 a los 92 años .
Jimmy tiene tres CD en PetCap llamados "Jimmy Cavallo Live at The Persian Terrace", de música de big band, "Live At Freddy's", grabado en 2003, y "Jimmy Cavallo and the Houserockers, Then and Now", lanzado en 2006. Se pueden comprar directamente en Petcap Music. También hay un CD de nuevas grabaciones realizadas en 2002, llamado  The Houserocker  lanzado en Blue Wave Records, que se puede comprar directamente de ellos. También está disponible en Blue Wave un CD recopilatorio que tiene todos los discos que Jimmy hizo desde 1951 hasta 1973, incluso los raros discos BSD, un total de 29 caras.
En 2016, Jimmy celebró su 89 cumpleaños, como de costumbre, con una actuación. Continuó jugando después de los 90 años.

## Fallecimiento
Cavallo falleció el 2 de diciembre de 2019 en Pompano Beach, Florida, a la edad de noventa y dos años tras sufrir una insuficiencia cardíaca.